# Santuário de Minerva
O Santuário de Minerva é um sítio arqueológico correspondente a um templo da era romana, situado em Breno, na localidade de Spinera. Ele se ergue em um afloramento rochoso nas margens do rio Oglio, de frente para uma caverna natural dentro da qual fluía uma fonte.

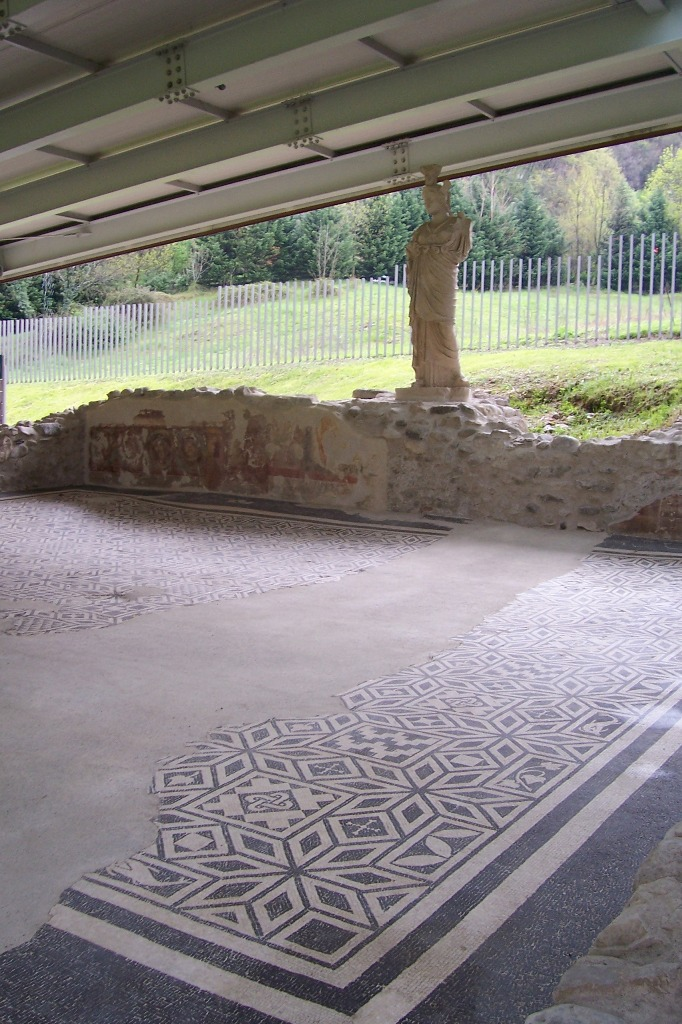
O santuário e a estátua de Minerva.

## História
O local já era área de culto desde o século V a.C. e albergava um santuário, do qual foram encontrados alguns recintos de pedra e um rogo votivo, ou seja, um espaço pavimentado que albergava piras rituais. Após a romanização de Val Camonica, à estrutura anterior juntou-se no início do século I d.C. um templo romano dedicado à deusa Minerva, que foi renovado e ampliado na Era Flaviana (69-96). Prova de que os romanos haviam adaptado o culto indígena anterior, escolhendo Minerva como a deusa mais parecida com os deuses nativos, é o fato de que, ao contrário do uso tradicional, a deusa não é colocada ao lado de Júpiter e Juno.
No século IV o processo de cristianização vivido pelo Vale Carmonica levou ao abandono progressivo do culto a Minerva e consequentemente do santuário durante a perseguição aos pagãos no final do Império Romano, que no século seguinte foi finalmente destruído por um violento incêndio, e a estátua de Minerva foi decapitada à força. Posteriormente, foi construído nas proximidades um pequeno porto no Oglio—rio que actualmente corre num nível mais baixo e a pouca distância do templo, mas que na época romana banhava o seu pátio—através do qual os materiais retirados do templo eram transportados para os povoados próximos para serem reaproveitados: além do local de desembarque, foram encontrados os restos de uma pequena casa, onde viviam pessoas que tiravam seu sustento da venda de materiais de construção extraídos do templo. Durante o século XIII, uma inundação do Oglio cobriu a área com escombros e o local foi definitivamente abandonado.
Com o tempo, a existência do templo foi esquecida, embora a memória ainda sobrevivesse nos topônimos: nas proximidades existe de fato uma "ponte de Minerva" e uma igreja do século XVI, dedicada a Santa Maria Vergine, mas que os locais chamam de "igreja de Minerva").
Os restos do templo foram redescobertos por acaso em 1986, durante uma escavação para colocação de condutas públicas.

## Descoberta
A existência do templo foi amplamente esquecida com o tempo após a cristianização de Valcamonica, embora alguma memória coletiva do templo tenha sobrevivido entre os moradores locais, com uma ponte próxima sendo chamada de ponte di Minerva (a ponte de Minerva) e uma igreja próxima, embora dedicada à Virgem Maria, sendo coloquialmente chamada pelos moradores locais de "A Igreja de Minerva". No entanto, a existência do templo e as raízes dos apelidos locais para a ponte e igreja próximas foram oficialmente esquecidas. O templo foi redescoberto por acaso em 1986 durante uma escavação para colocação de canos.
A partir de 2004, foi objeto de um restauro que, juntamente com a colocação de coberturas e a implementação de percursos de informação, o transformou num museu que foi aberto ao público em 29 de setembro de 2007. Em particular, para efeitos ilustrativos, foi colocada uma cópia da estátua de Minerva Hygeia, cujo original está exposto no Museu Nacional de Valcamonica de Cividate Camuno.

## Estrutura
A estrutura romana definitiva, construída ao lado da indígena, era composta por uma fileira de salas encostadas na rocha e, nas laterais, duas alas porticadas que conduziam em direção ao rio, delimitando o pátio do templo. Um pequeno lance de escadas permitia subir do pátio ao pronau e aceder às salas centrais, decoradas com pisos de mosaico e frescos; a sala principal albergava, num nicho elevado, a estátua de Minerva, cópia romana de uma estátua grega do século V a.C. feito de mármore pentélico. As salas laterais abrigavam fontes e bacias, o que realçava a ligação entre a água e o culto à deusa.

## Escavações
A Superintendência de Arqueologia da Lombardia realizou escavações que, iniciadas imediatamente após a descoberta, duraram até 2003 e trouxeram à luz os pisos de mosaico e os afrescos das paredes (a camada de detritos depositada após a enchente contribuiu para preservar os afrescos), restos de colunas e altares votivos. Também foram encontrados—espalhados pelo chão e no interior dos tanques—cacos de recipientes de cerâmica, estatuetas votivas em mármore e terracota, inscrições, fíbulas, moedas e joias. Em 1988, a estátua da deusa também foi encontrada, sem cabeça, braços e parte das pernas.
Desde 2003 tem sido alvo de um restauro conservador que, juntamente com a instalação de uma cobertura e a criação de percursos informativos, o transformou em museu, que foi aberto ao público em 2007. Em particular, para fins ilustrativos, foi ali colocada uma cópia da estátua de Minerva Hygeia, cujo original está exposto no Museu Arqueológico Nacional de Valle Camonica em Cividate Camuno.

## Galeria

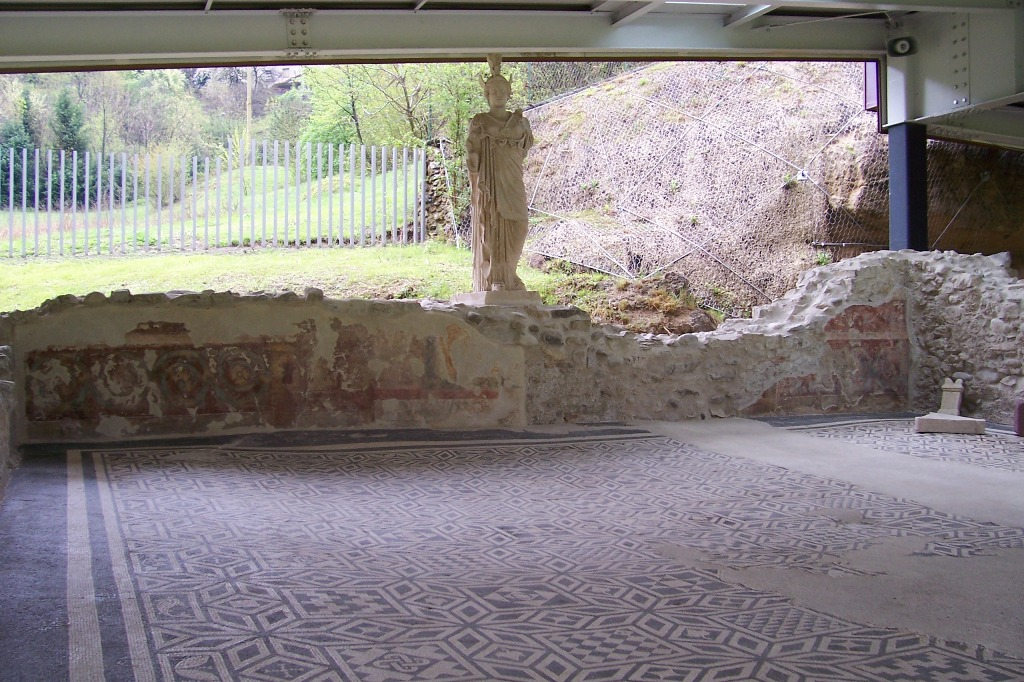
O salão principal do templo
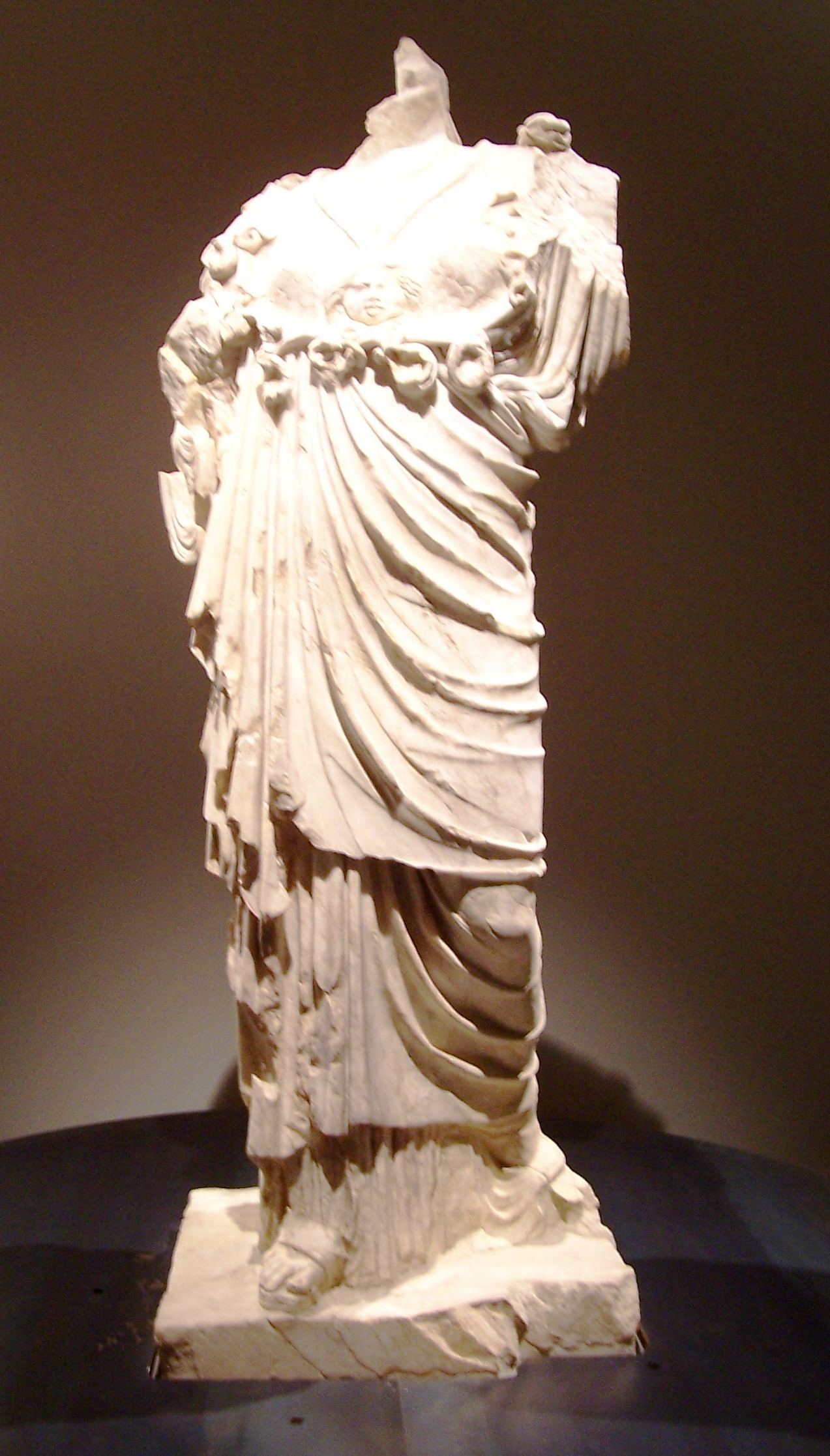
A estátua de Minerva Hygeia, preservada no Museu Nacional de Valcamonica de Cividate Camuno
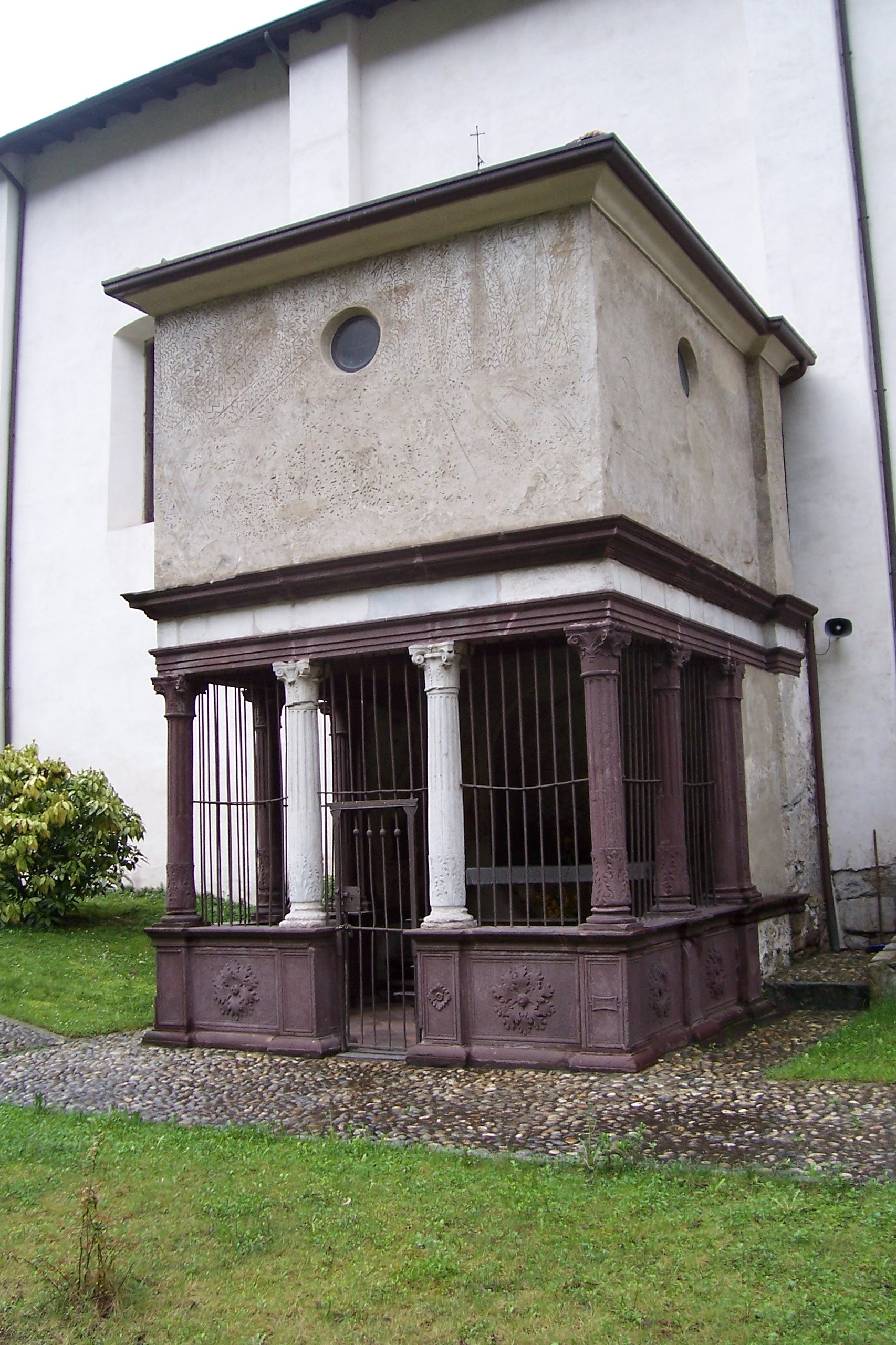
A igreja chamada "de Minerva", ao sul de Breno, provavelmente leva seu nome pela proximidade com o templo